# Bloc gravé Chez Michaux
Le bloc gravé Chez Michaux est un rocher comportant des gravures rupestres préhistoriques situé à Trois-Rivières, en Guadeloupe (France). Le site, ainsi que son terrain d'assiette, a été classé monument historique le 30 novembre 2015.
Situé dans une propriété privée, il est inaccessible au public. 